# Державний кордон Демократичної Республіки Конго

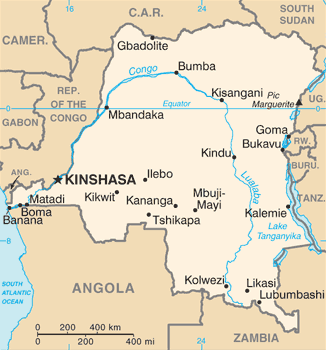
Карта Демократичної Республіки Конго

Державний кордон Демократичної Республіки Конго — державний кордон, лінія на поверхні Землі та вертикальна поверхня, що проходить по цій лінії, що визначають межі державного суверенітету Демократичної Республіки Конго над власними територією, водами, природними ресурсами в них і повітряним простором над ними.

## Сухопутний кордон
Загальна довжина кордону —  км. Демократична Республіка Конго межує з 9 державами. Уся територія країни суцільна, тобто анклавів чи ексклавів не існує. 
Ділянки державного кордону
| Держава                          | Ділянка         | Довжина (км) | Прикордонні регіони | Примітки |
| -------------------------------- | --------------- | ------------ | ------------------- | -------- |
| Ангола                           | південний захід | 2646         |                     |          |
| Бурунді                          | схід            | 236          |                     |          |
| Центральноафриканська Республіка | північ          | 1747         |                     |          |
| Республіка Конго                 | північний захід | 1229         |                     |          |
| Руанда                           | схід            | 221          |                     |          |
| Південний Судан                  | північний схід  | 714          |                     |          |
| Танзанія                         | схід            | 479          |                     |          |
| Уганда                           | північний схід  | 877          |                     |          |
| Замбія                           | південь         | 2332         |                     |          |

## Морські кордони
Демократична Республіка Конго гирлом однойменної річки виходить до вод Гвінейської затоки Атлантичного океану. Загальна довжина морського узбережжя 37 км. Згідно з Конвенцією Організації Об'єднаних Націй з морського права (UNCLOS) 1982 року, протяжність територіальних вод країни встановлено в 12 морських миль (22,2 км). Виключна економічна зона 2011 року визначена як спільна з Анголою зона інтересів з розробки природних ресурсів морських вод і дна.